# Juan de la Cerda
Juan de la Cerda, 4e hertog van Medinaceli (ca. 1515 – Madrid, 1 augustus 1575), was een Spaans edelman (Grande de España) uit het Huis de la Cerda. Hij was onder andere onderkoning van Sicilië en later van Navarra. Van 1571-73 was hij gouverneur-generaal van de Habsburgse Nederlanden, waar hij scherpe kritiek uitte op het beleid van de hertog van Alva.

## Levensloop
Juan de la Cerda was de zoon van zijn gelijknamige vader, de 2e hertog van Medinaceli, en diens tweede echtgenote María de Silva. In 1552 erfde hij de hertogelijke titel van zijn oudere halfbroer Gastón de la Cerda y Portugal, 3e hertog van Medinaceli. Beide halfbroers zouden overigens, evenals hun vader, bastaarden zijn, door de Spaanse kroon gelegaliseerd om de erfopvolging in het hertogdom te garanderen.

### Onderkoning van Sicilië en Navarra
In 1557 benoemde koning Filips II van Spanje hem tot onderkoning van Sicilië, een positie die hij tot 1564 zou behouden. In deze periode gaf hij leiding aan een Spaans-Maltees-Genuees-Toscaans-pauselijke vloot die de Noord-Afrikaanse havenstad Tripoli belegerde om de Ottomaanse admiraal Turgut Reis af te zetten, die daar sinds 1551 als bey regeerde. De Spaans-Italiaanse alliantie leed in 1560 echter een smadelijke nederlaag in de Slag van Djerba.
In 1567 werd hij benoemd tot onderkoning van Navarra. Van 1570 tot aan zijn dood in 1575 was hij hoofd van de huishouding van koningin Anna van Oostenrijk, de vierde vrouw van koning Filips II.

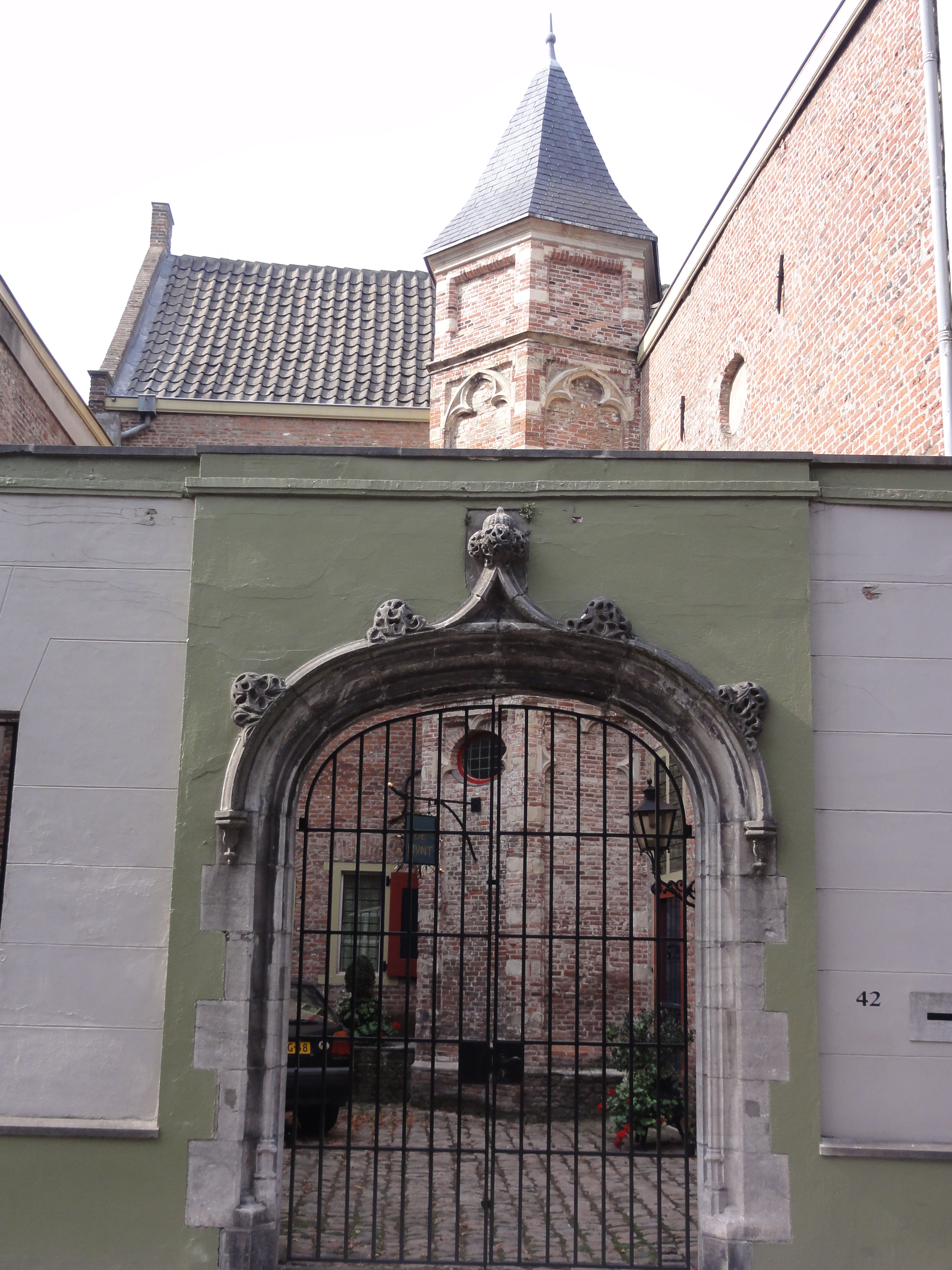
Huis De Munt in Den Bosch, waar Medinaceli in de winter van 1572-73 woonde

### Gouverneur-generaal der Nederlanden
In september 1571 werd hij door Filips II benoemd tot gouverneur-generaal van de Nederlanden, waarschijnlijk met het doel op termijn de impopulaire en met zijn gezondheid sukkelende landvoogd, de hertog van Alva te vervangen. Door diverse tegenslagen kwam hij daar pas aan in juni 1572, nadat al diverse Hollandse en Zeeuwse steden de kant van Willem van Oranje en de opstandelingen hadden gekozen. Met hem mee kwamen een aantal schepen en 2000 manschappen, onder aanvoering van Julian Romero. Na zijn landing in het Zeeuws-Vlaamse Sluis, werd de hertog met enthousiasme begroet in Brussel, waar men meende dat de nieuwe bevelhebber de Nederlanden zou verlossen van de terreur van Alva. Meteen daarna reisde hij door naar het bezette Bergen (Mons), waar Alva's zoon Don Frederik het opperbevel voerde. Tijdens de daarop volgende strafexpeditie tegen de opstandige steden kwam het herhaaldelijk tot meningsverschillen tussen Medinaceli en Alva. Volgens de Britse historicus en Spanje-deskundige Henry Kamen bracht Medinaceli daarop een vernietigend rapport uit over het starre beleid van de hertog van Alva, de invoering van de "Tiende Penning" en de misdragingen van het Spaanse leger in de Nederlanden. Omdat de Spaanse generaals de kant van Alva kozen, trok Medinaceli zich uit het leger terug en vestigde zich eerst in Grave, daarna in 's-Hertogenbosch, Maastricht en Spa. Alva slaagde erin Medinaceli buiten alle regeringszaken te houden. Laatstgenoemde trachtte de koning ertoe te bewegen Alva af te zetten als landvoogd. Philips II passeerde daarop beiden door de nieuwe landvoogd Requesens te benoemen. Op 28 juli 1573 werd de hertog van Medinaceli van zijn taken ontheven en op 6 november van dat jaar keerde hij terug naar Spanje.
Medinaceli toonde tevens belangstelling voor de kunsten in de Nederlanden. Zo bestelde hij bij de Brusselse tapijtwever Willem de Pannemaker een serie van acht tapijten met Mercurius en Herse. Deze tapijten bevinden zich tegenwoordig in een aantal belangrijke museumcollecties, onder andere in het Prado in Madrid en het Metropolitan Museum of Art in New York.
Mogelijk had Medinaceli tijdens zijn verblijf in de Nederlanden gezondheidsproblemen. Het feit dat hij in Maastricht de arts en humanist Becanus bij zich riep (die daar prompt overleed) en het daarop volgende verblijf in het kuuroord Spa, wijzen daarop. Medinaceli overleed in 1575 in Madrid. Zijn lichaam werd bijgezet in het familiegraf in de kapittelkerk van Nuestra Señora de la Asunción in Medinaceli (provincie Soria).

## Huwelijk en nakomelingen
Juan de la Cerda trouwde op 7 april 1541 in Ocaña met Joana Manuel de Noronha (ca. 1520-1568), dochter van Sancho de Noronha, 2e graaf van Faro. Het echtpaar had zeven kinderen:
- María de la Cerda (ca. 1542-ca. 1575), huwde Antonio d'Aragona, 4e hertog van Montalto
- Juan de la Cerda, 5e hertog van Medinaceli, (1544-1594)
- Gastón de la Cerda y Silva (ca. 1546-ca. 1562), overleden in krijgsgevangenschap in Constantinopel
- Sancho de la Cerda, 1e markies van La Laguna de Camero Viejo (ca.1550-1626)
- Angela de la Cerda, huwde Pier Giulio de Luna, 2e hertog van Bivona
- Blanca de la Cerda, 1e markiezin van Rifes, huwde Fernando de Silva, 6e graaf van Cifuentes
- Catalina de la Cerda, huwde Francisco Gómez de Sandoval y Rojas, hertog van Lerma; hun kleindochter Luisa de Guzman werd koningin van Portugal.